# 阿钦斯克
阿钦斯克是位于俄罗斯克拉斯诺亚尔斯克边疆区丘雷姆河與西伯利亞鐵路交界處的一座城市，距离州首府克拉斯诺亚尔斯克约184公里，人口约10万（2024年）。
1916年-1917年，蘇聯领導人斯大林被俄羅斯帝國流放到这里。